# Districte de Höfe
El districte de Höfe és un dels sis districtes del Cantó de Schwyz (Suïssa). Té una superfície de 44.4 km². Comprèn tres municipis, Wollerau, Freienbach (que inclou Pfäffikon) i Feusisberg, s'estén entre el llac de Zuric i, al sud, l'Etzel , el Sihl, l'Alp, el Biber i l'Höhrohnen.

## Municipis
Comprèn tres municipis:
| Escut      | Nom        | Habitants (31.12.2004) | Superfície en km² | Núm. OFS |
| ---------- | ---------- | ---------------------- | ----------------- | -------- |
| Feusisberg | Feusisberg | 4145                   | 17.6              | 1321     |
| Freienbach | Freienbach | 14'310                 | 20.3              | 1322     |
| Wollerau   | Wollerau   | 6756                   | 6.5               | 1323     |
|            | Total      | 25'211                 | 44.4              | 0503     |